# Caconemobius howarthi
Espèce
Statut de conservation UICN

 VU D2 : Vulnérable
Caconemobius howarthi est une espèce de grillons connue sous le nom commun anglais d’Howarth's cave cricket (qui pourrait se traduire par « Grillon des cavernes d'Howarth »). Il est originaire d'Hawaï.